# Isaac Humphries
Isaac Bradley Humphries (Sídney, Nueva Gales del Sur, 5 de enero de 1998) es un baloncestista australiano que pertenece a los Adelaide 36ers de la NBL Australia. Con 2,13 metros de estatura, juega en la posición de ala-pívot o pívot nato.

## Trayectoria deportiva

### Universidad
Jugó dos temporadas con los Wildcats de la Universidad de Kentucky, en las que promedió 2,4 puntos y 2,7 rebotes por partido.
En abril de 2017 decidió renunciar a los dos años de universidad que le quedaban, anunciando que se presentaría al Draft de la NBA.

### Profesional
Tras no ser elegido en el Draft de la NBA de 2017, regresó a su país, a su ciudad natal para fichar por los Sydney Kings de la NBL. Jugó una temporada en la que promedió 6,9 puntos y 3,7 rebotes por partido, siendo elegido Rookie del Año.
En febrero de 2018 fichó por tres temporadas por el KK FMP de la liga serbia, pero únicamente disputó doce partidos, en los que promedió 4,5 puntos y 2,2 rebotes.
Regresó a Estados Unidos para fichar por los Atlanta Hawks, pero fue despedido un día más tarde. Días después fue incluido en la plantilla del filial en la G League, los Erie BayHawks, con los que completó la temporada promediando 11,3 puntos, 7,0 rebotes y 1,0 tapones por partido, jugando como titular.
El 1 de abril de 2019, los Atlanta Hawks ficha a Humphries por lo que resta de temporada, con los que disputaría 5 encuentros antes de ser cortado.
En verano de 2019, Humphries se unió a Los Angeles Clippers para la NBA Summer League de Las Vegas. Donde consiguió un contrato de exhibición de 10 días con Orlando Magic.

## Estadísticas de su carrera en la NBA

### Temporada regular
| Año     | Equipo  | PJ | PT | MPP  | %TC  | %3P  | %TL | RPP | APP | ROB | TPP | PPP |
| ------- | ------- | -- | -- | ---- | ---- | ---- | --- | --- | --- | --- | --- | --- |
| 2018-19 | Atlanta | 5  | 1  | 11.2 | .286 | .273 | –   | 2.2 | .0  | .2  | .0  | 3.0 |
| Total   | Total   | 5  | 1  | 11.2 | .286 | .273 | –   | 2.2 | .0  | .2  | .0  | 3.0 |